# Pyrone

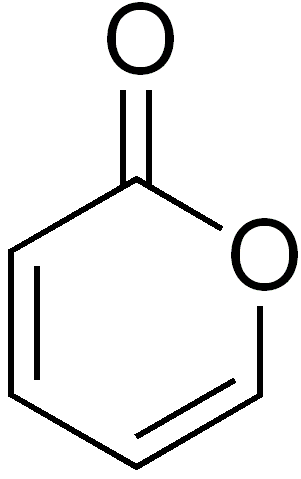
pyran-2-one

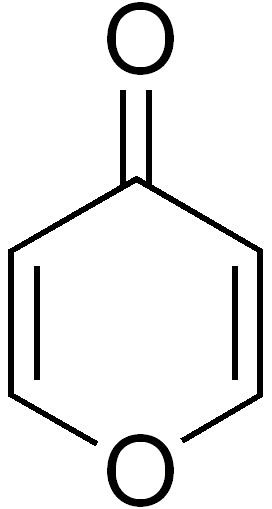
pyran-4-one

Les pyrones ou pyranones sont une classe de composés cycliques, hétérocycle à six atomes contenant de l'oxygène (pyrane) et possédant un groupe fonctionnel cétone. Il existe deux isomères de la pyrone :  la 2-pyrone ou pyran-2-one, où le groupe cétone est adjacent à l'oxygène, et la 4-pyrone ou pyran-4-one  où il est sur l'atome de carbone opposé.  La structure de la 2-pyrone se retrouve dans la nature dans la structure des coumarines, celle de la 4-pyrone  dans le maltol, l'acide kojique, mais aussi toutes les chromones et dans certains flavonoïdes (flavones, flavonols, isoflavones).